# Liste der Stadtoberhäupter von Lörrach

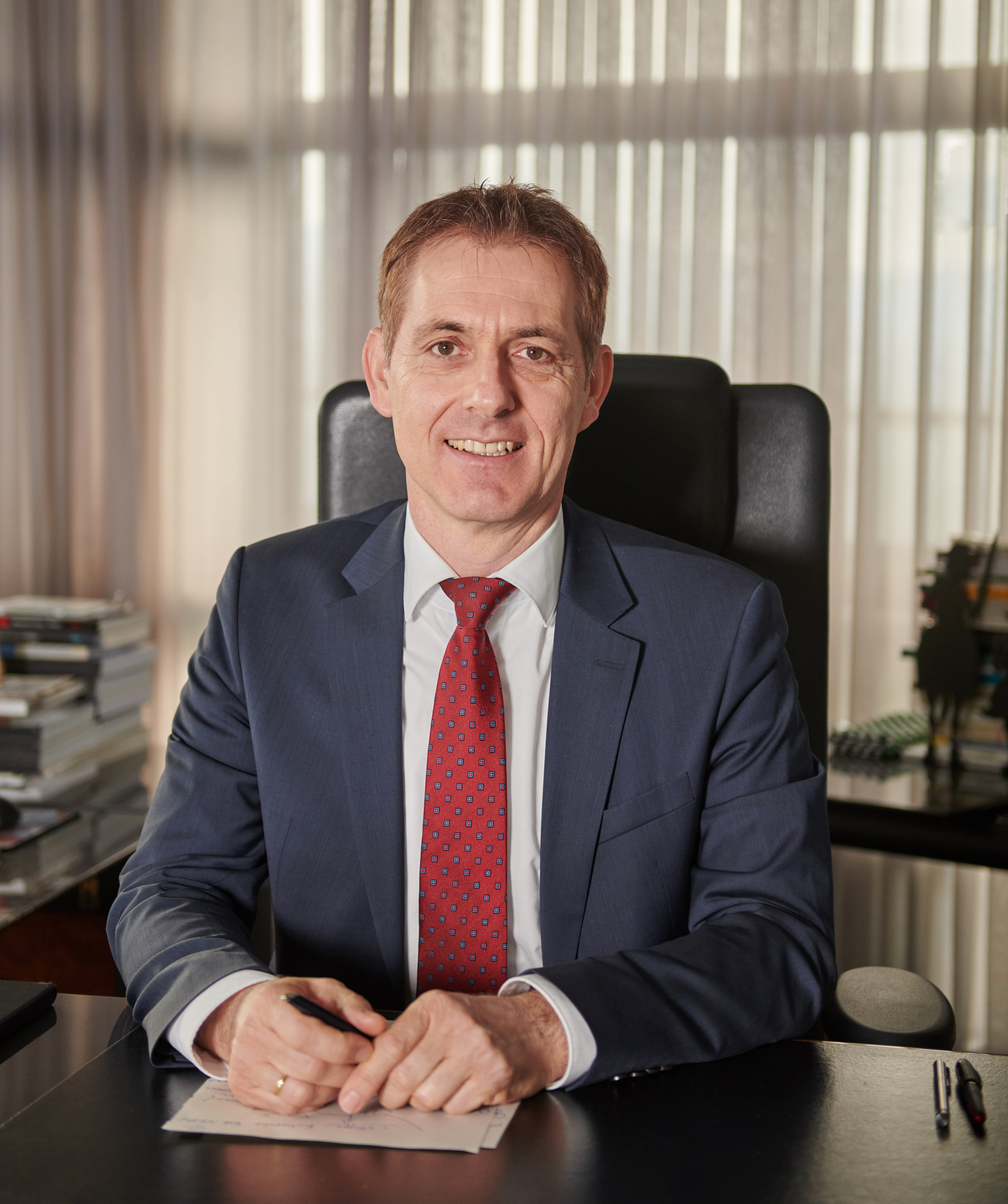
Jörg Lutz: Lörrachs Oberbürgermeister seit 2014

Diese Liste der Stadtoberhäupter von Lörrach stellt die Vögte, Bürgermeister und Oberbürgermeister von Lörrach zusammen.
Die Namen der Vögte im alten Dorf Lörrach tauchen zumeist nur spärlich in schriftlichen Urkunden oder Unterlagen auf. Die Dauer ist meist unbekannt. Die genannten Jahreszahlen in diesem Verzeichnis geben nur einen Amtszeitpunkt wieder, der sich aus erhaltenen Schriftstücken rekonstruieren lässt. In den meisten Fällen überliefern Kirchenbücher diese Informationen. Sämtliche Jahreszahlen in Klammern beziehen sich auf weitere gesicherte Erkenntnisse über das Amtsjahr. Die Amtsbezeichnung des „Bürgermeisters“ taucht erstmals bei Marx Christoph Leibfried auf im Jahr 1682 auf; dem Jahr der Stadtrechtsverleihung. Allerdings war er nicht von den Bürgern gewählt, sondern wurde vom Markgrafen Friedrich VII. Magnus von Baden-Durlach eingesetzt. Weshalb die Bezeichnung nach Leibfried wieder auf Vogt bzw. Altvogt zurückging, ist nicht gesichert bekannt.

## Amtssitz

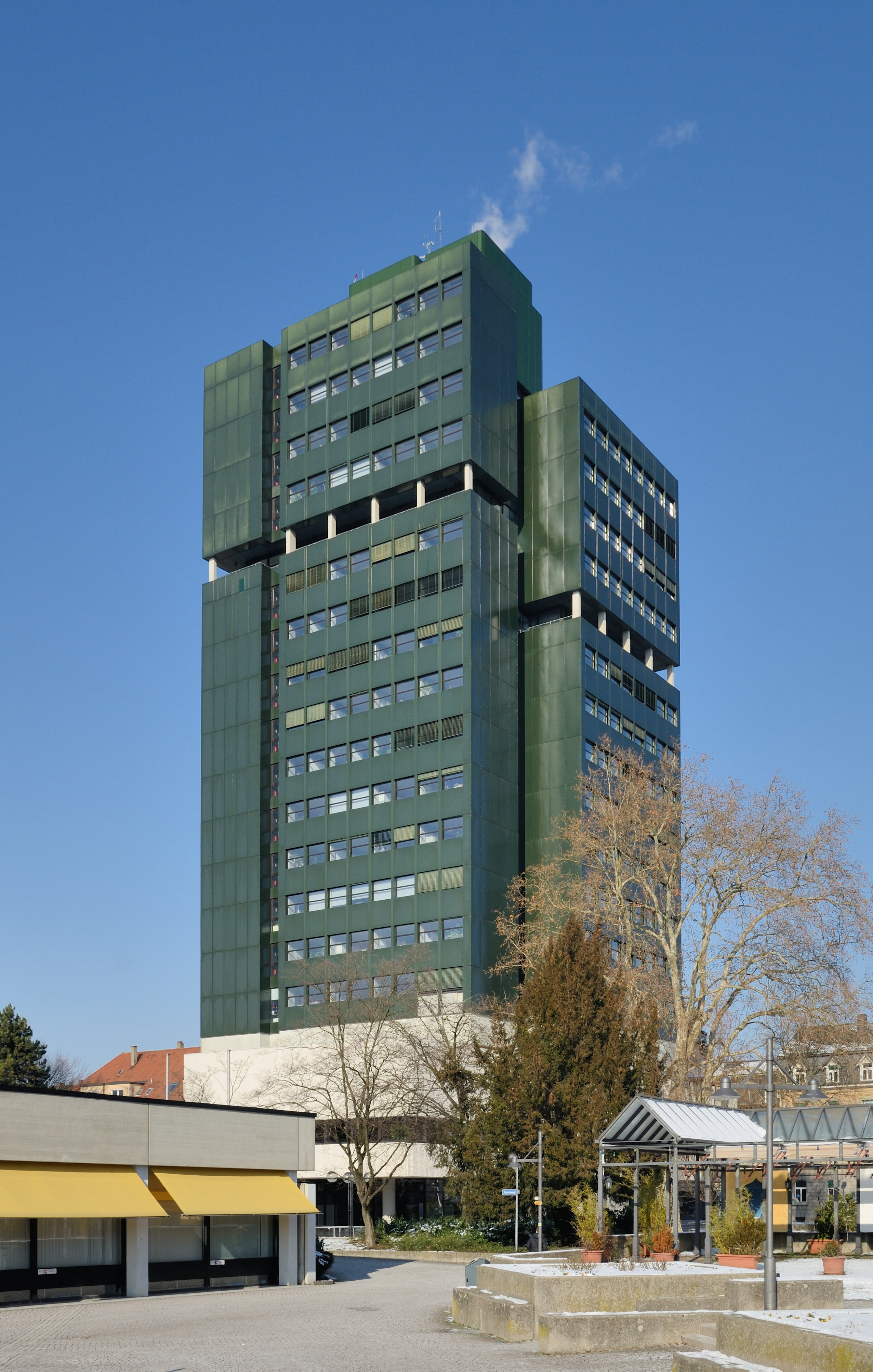
Der Amtssitz des Oberbürgermeisters: das Lörracher Rathaus (erbaut 1972–1976)

### Allgemein
Der Amtssitz des Oberbürgermeisters von Lörrach befindet sich wie das Sekretariat im 11. Obergeschoss des Lörracher Rathauses. Dem Oberbürgermeister untergeordnet ist das Dezernat I mit den untergeordneten Verwaltungsebenen EDV, Finanzen, Jugend-Schulen-Sport, Kultur und Tourismus, Medien und Kommunikation, Rechnungsprüfung, Recht und Stiftungen, Stadtentwicklung, Zentrale Dienste und Ratsarbeit sowie dem Personalrat. Ebenfalls im 11. Obergeschoss befinden sich die Büros und die zugehörigen Sekretariate der Bürgermeister, welche die anderen Dezernate leiten.

### Bürgermeistergalerie
Im Foyer des ersten Stockes im 1976 erbauten Lörracher Rathaus befand sich bis August 2016 die sogenannte Bürgermeistergalerie. Die Galerie zeigte die Stadtoberhäupter unabhängig davon ob sie den Titel des Oberbürgermeisters oder Bürgermeisters trugen, da die Bezeichnung in der Geschichte teilweise mehrfach wechselte. Die Bildnisse im Foyer zeigten die letzten zehn Stadtoberhäupter in chronologischer Reihenfolge. Die Galerie geht auf den Bürgerausschuss von 1906 zurück, beim Amtsende von Johann Grether, der 34 Jahre lang Stadtoberhaupt von Lörrach war. Die Umsetzung dieses Beschlusses erfolgte erst mit dem Bezug des neuen Rathauses 1976. Über mehrere Jahrzehnte umstritten und ein Politikum blieb der Umgang mit Reinhard Boos, der während der Nazi-Diktatur als Stadtoberhaupt eingesetzt wurde und im Sinne der damaligen Herrschaft regierte. Um einer drohenden juristischen Auseinandersetzung mit dem Sohn von Reinhard Boos zu entgehen, wurde dem Foto der schlichte Text Reinhard Boos, Bürgermeister 1933–45 hinzugefügt, was auch optisch eine Abgrenzung aller anderen Porträts war. Allerdings empfand man diese zurückhaltende Form des historischen Hinweises als zu verhalten. Eine breit angelegte Studie zur Aufarbeitung der NS-Zeit in Lörrach im Jahr 2013 räumte mit dem Mythos des „guten“ Nationalsozialisten Boos auf. Aus Platzgründen hat der Gemeinderat daher im Mai 2016 entschieden die Bilder der Stadtoberhäupter auf der Westseite des großen Ratssaales repräsentativ aufzuhängen (Salonhängung). Die neue Galerie enthält nun Informationen zu allen Stadtoberhäuptern und weist auch in kritischer Auseinandersetzung auf die Wirkung von Reinhard Boos hin. Die Umsetzung dieser neuen Galerie erfolgte am 6. Oktober 2016.

## Listen

### Liste der Vögte vor der Stadtrechtsverleihung
| Zeitraum | Name                                           |
| -------- | ---------------------------------------------- |
| 1366     | Johann von Schallbach                          |
| 1397     | Hans Herbot                                    |
| 1464     | Peter Gütlin                                   |
| 1464     | Lienhart Ofenhäusle                            |
| 1504     | Johannes Wagner                                |
| 1538     | Friedlin Bachtaler                             |
| 1594     | Hermann Bertschin (1595, 1600, 1602)           |
| 1605     | Friedlin Bachtaler                             |
| 1607     | Rübin                                          |
| 1609     | Friedlin Bachtaler (1611, 1612)                |
| 1618     | Bartlin Blum (1619–21, 1624, 1625, 1627, 1630) |
| 1635     | Hans Greiner                                   |
| 1645     | Max Ludin                                      |
| 1647     | Hans Greiner (1648–50, 1652, 1653)             |
| 1669     | Peter Kellermann                               |
| 1677     | Fritz Ludin                                    |
| 1681     | Hans Ziegler                                   |

### Liste der Vögte seit Stadtrechtsverleihung
| Zeitraum  | Name                                     |
| --------- | ---------------------------------------- |
| 1682–1693 | Marx Christoph Leibfried (Bürgermeister) |
| 1682–1686 | Fritz Ludin, Stadtvogt                   |
| 1693–1706 | Hans Ziegler, Stadtvogt                  |
| 1706–1715 | Caspar Kornkauf (1726 Altvogt)           |
| 1717–1726 | Wilhelm Roth (1739 Altvogt)              |
| 1730      | Conrad Hagist (1734, 1739 Altvogt)       |
| 1734–1738 | Thomas Schupp (1746, 1771 Altvogt)       |
| 1738–1740 | Abraham Ziegler                          |
| 1740–1747 | Hans Roser (1748 Altvogt)                |
| 1747–1756 | Abraham Ziegler (1746 Altvogt)           |

### Liste der Stadtoberhäupter seit 1756
Erst seit Erneuerung der Stadtrechts am 3. Juni 1756 durch den Landvogt Gustav Magnus von Wallbrunn trägt das Lörracher Stadtoberhaupt durchgängig den Titel Bürgermeister, später Oberbürgermeister. Am 24. August 1756 wurde das neue Stadtprivileg öffentlich bekannt gegeben. Der Lörracher Privilegienbrief umfasste insgesamt neun Punkte, darunter das Recht auf einen „Burgermeister und sechs Gerichts- und Rathspersonen“. 1756 wurde auch zum ersten Mal ein eigenes Rathaus in Lörrach gebaut. Es stand an der Stelle des heutigen Alten Rathauses in der Wallbrunnstraße. Die heutige Gestaltung des Hauses entstand allerdings erst mit dem Neubau 1869 bis 1870.
Die vier Stadtoberhäupter, die mit einer Unterbrechung zwei Amtsperioden innehatten, werden in dieser Liste nur einfach gezählt.
| #               | Name (Lebensdaten)                     | Amtszeit  | Bemerkungen zur Amtszeit                                                                                          | Bild |
| --------------- | -------------------------------------- | --------- | --- | ---- |
| 18. Jahrhundert |                                        |           | |      |
| 01.             | Wilhelm Roth (1699–1770)               | 1756–1758 | |      |
| 02.             | Johann Jakob Bögner (1718–1785)        | 1758–1774 | |      |
| 03.             | Fritz Hagist (1740–1784)               | 1774–1781 | |      |
| 04.             | Hieronymus Kornberger (1723–1805)      | 1781–1784 | |      |
| 05.             | Johannes Roser (1741–1802)             | 1784–1793 | erster besoldeter Bürgermeister                                                                                   |      |
| 19. Jahrhundert |                                        |           | |      |
| 06.             | Johann Valentin Weidenbach (1750–1804) | 1793–1803 | |      |
| 07.             | Johann Martin Strohmeier (1753–1833)   | 1804–1807 | |      |
| 08.             | Johann Jakob Grether (1770–1848)       | 1807–1810 | |      |
| 09.             | Johann Kaspar Schöffel (1776–1842)     | 1810–1814 | |      |
| 010.            | Johann Georg Grether (1777–1846)       | 1814–1820 | erhielt 1818 den Titel „Oberbürgermeister“                                                                        |      |
| 011.            | Jakob Rupp (1767–1831)                 | 1820–1826 | |      |
| 012.            | Friedrich Hüglin (1779–1857)           | 1826–1831 | |      |
| 013.            | Ernst Schultz (1788–1852)              | 1831–1832 | |      |
| 0–              | Johann Georg Grether II                | 1832–1835 | zweite Amtszeit, 1832 Landtagsabgeordneter                                                                        |      |
| 0–              | Ernst Schultz II                       | 1835–1841 | zweite Amtszeit                                                                                                   |      |
| 0–              | Friedrich Hüglin II                    | 1841–1844 | zweite Amtszeit                                                                                                   |      |
| 014.            | Carl Georg Wenner (1806–1863)          | 1844–1849 | Wenner wurde am 30. April 1949 wegen Teilnahme an der Revolution angeklagt und deswegen des Dienstes enthoben.    |      |
| 015.            | Johann Ludwig Calame (1802–?)          | 1849–1861 | |      |
| 0–              | Carl Georg Wenner (1806–1863)          | 1861–1863 | zweite Amtszeit                                                                                                   |      |
| 016.            | Paul Feldkirchner (1815–1869)          | 1863–1869 | |      |
| 017.            | Karl Robert Gebhardt (1812–1883)       | 1869–1871 | |      |
| 20. Jahrhundert |                                        |           | |      |
| 018.            | Johann Josef Grether (1840–1910)       | 1872–1906 | längste Amtszeit                                                                                                  |      |
| 019.            | Erwin Gugelmeier (1879–1945)           | 1906–1927 | erster hauptamtlicher Bürgermeister                                                                               |      |
| 020.            | Heinrich Graser (1887–1957)            | 1927–1933 | Oberbürgermeister, am 29. Juni 1933 durch die NSDAP aus dem Amt entlassen; 1948–1955 Landrat im Landkreis Lörrach |      |
| 021.            | Reinhard Boos (1897–1979)              | 1933–1945 | Oberbürgermeister, durch die NSDAP eingesetzt; 1945 durch die französische Besatzungsmacht entlassen              |      |
| 022.            | Joseph Pfeffer (1879–1960)             | 1945–1948 | durch die französische Besatzungsmacht eingesetzt                                                                 |      |
| 023.            | Arend Braye (1890–1960)                | 1948–1960 | 1949–1956 Bürgermeister, ab 1957 Oberbürgermeister                                                                |      |
| 024.            | Egon Hugenschmidt (1925–2010)          | 1960–1984 | Oberbürgermeister                                                                                                 |      |
| 025.            | Rainer Offergeld (1937–)               | 1984–1995 | Oberbürgermeister                                                                                                 |      |
| 21. Jahrhundert |                                        |           | |      |
| 026.            | Gudrun Heute-Bluhm (1957–)             | 1995–2014 | Oberbürgermeisterin                                                                                               |      |
| 027.            | Jörg Lutz (1963–)                      | 2014–     | Oberbürgermeister                                                                                                 |      |

## Wahlergebnisse seit 1957
In der Tabelle sind alle Wahlergebnisse der Lörracher-OB-Wahlen seit 1957 aufgeführt. Die Wahlbeteiligung ist jeweils rechts neben dem Wahltermin aufgeführt. Die Wahlbeteiligung lag bei rund 20,3 Prozent.
| 1. Wahlgang                   | 1. Wahlgang | 2. Wahlgang               | 2. Wahlgang |
| 10. November 1957             | 64,1 %      | 1. Dezember 1957          | 65,3 %      |
| ----------------------------- | ----------- | ------------------------- | ----------- |
| Arend Braye (SPD)             | 48,3 %      | Arend Braye (SPD)         | 57,2 %      |
| Hans Schwörer (CDU)           | 29,6 %      | Heinrich Lührmann         | 40,4 %      |
| Georg Schmitt (parteilos)     | 20,7 %      |                           |             |
| 13. November 1960             | 70,2 %      |                           |             |
| Egon Hugenschmidt (parteilos) | 57,0 %      |                           |             |
| Gerhard Waldmann (parteilos)  | 22,3 %      |                           |             |
| Michael Christl (SPD)         | 19,0 %      |                           |             |
| 29. September 1968            | 53,2 %      |                           |             |
| Egon Hugenschmidt (parteilos) | 67,5 %      |                           |             |
| Peter Jensch (parteilos)      | 30,5 %      |                           |             |
| 16. November 1975             | 68,9 %      |                           |             |
| Egon Hugenschmidt (parteilos) | 51,6 %      |                           |             |
| Josef Brandl (SPD)            | 48,3 %      |                           |             |
| 27. November 1983             | 66,4 %      | 11. Dezember 1983         | 70,4 %      |
| Alois Rübsamen (CDU)          | 43,5 %      | Alois Rübsamen (CDU)      | 47,1 %      |
| Rainer Offergeld (SPD)        | 40,1 %      | Rainer Offergeld (SPD)    | 52,4 %      |
| Peter Jensch (FDP)            | 14,3 %      |                           |             |
| 8. Dezember 1991              | 41,3 %      |                           |             |
| Rainer Offergeld (SPD)        | 73,8 %      |                           |             |
| Hans-Peter Roth (CDU)         | 21,2 %      |                           |             |
| 19. März 1995                 | 53,0 %      | 2. April 1995             | 56,3 %      |
| Gudrun Heute-Bluhm (CDU)      | 42,6 %      | Gudrun Heute-Bluhm (CDU)  | 49,7 %      |
| Dieter Puchta (SPD)           | 39,2 %      | Dieter Puchta (SPD)       | 49,0 %      |
| Dieter Salomon (Grüne)        | 12,0 %      |                           |             |
| 30. März 2003                 | 34,1 %      |                           |             |
| Gudrun Heute-Bluhm (CDU)      | 60,3 %      |                           |             |
| Diether Dehm (PDS)            | 17,6 %      |                           |             |
| Karlheinz Messner (parteilos) | 14,9 %      |                           |             |
| 27. März 2011                 | 53,3 %      |                           |             |
| Gudrun Heute-Bluhm (CDU)      | 73,5 %      |                           |             |
| Klaus Nack (parteilos)        | 18,7 %      |                           |             |
| Klaus Springer (parteilos)    | 7,4 %       |                           |             |
| 6. Juli 2014                  | 32,9 %      | 20. Juli 2014             | 30,1 %      |
| Jörg Lutz (parteilos)         | 40,9 %      | Jörg Lutz (parteilos)     | 64,4 %      |
| Michael Wilke (parteilos)     | 32,2 %      | Michael Wilke (parteilos) | 34,5 %      |
| Ulrich Lusche (CDU)           | 25,4 %      |                           |             |
| 3. Juli 2022                  | 32,9 %      |                           |             |
| Jörg Lutz (parteilos)         | 86,7 %      |                           |             |
| Claus Seibt (parteilos)       | 8,0 %       |                           |             |